# The Perfect American
Personnages
- Walt Disney (baryton)
- Roy, son frère (baryton-basse)
- Dantine, son ancien employé (ténor)
- Hazel George, son infirmière et confidente (soprano)
- Lillian, sa femme (soprano)
- Sharon, sa fille (soprano)
- Diane, sa fille (soprano)
- Lucy, sa voisine (soprano)
- Josh, l'enfant malade (soprano)
- Andy Warhol, (ténor)
- Abraham Lincoln, l'animatronique (basse)

The Perfect American est un opéra en deux actes et treize scènes (dont un prologue et un épilogue) pour orchestre, chœur et solistes, composé en 2011 et 2012 par Philip Glass. C'est une adaptation, sur commande du Teatro Real de Madrid en coproduction avec l'English National Opera de Londres, du roman Der König von Amerika de Peter Stephan Jungk (Le Roi de l'Amérique dans sa traduction française) qui décrit la face sombre, plus ou moins avérée ou purement imaginaire, de Walt Disney.

## Historique
The Perfect American est à l'origine une commande du New York City Opera, en septembre 2008,. L'idée du projet est suggérée, par Gérard Mortier qui, à peine nommé directeur en février 2007,,, remet une copie du livre de Jungk à Philip Glass, y voyant une trame parfaite pour une future production.
La première mondiale de l'œuvre s'est déroulée au Teatro Real le 22 janvier 2013  sous la direction de Dennis Russell Davies et la mise en scène de Phelim McDermott,. La première anglaise aura lieu le 1er juin 2013 à l'English National Opera (Coliseum Theatre),, sous la direction de Gareth Jones.
La représentation du 6 février 2013 est retransmise en direct sur le site medici.tv, et enregistrée pour une sortie en DVD à l'automne de la même année.

## Conception

### Livret
Le livret de Rudy Wurlitzer (en) est basé sur le roman biographique controversé, Der König von Amerika (paru en français en 2009 sous le titre Le Roi de l'Amérique aux éditions Jacqueline Chambon) de Peter Stephan Jungk (lorsqu'il était enfant, ses parents recevaient de fréquentes visites du physicien Heinz Haber, leur ami, qui travaillait à l'époque pour Disney en tant que consultant scientifique),, qui imagine les trois derniers mois de la vie de Walt Disney à partir des récits du cartooniste autrichien fictif Wilhelm Dantine, qui, avant d'en être licencié, était un employé des studios Disney dans les années 1940 et 1950,. Le créateur de Mickey y est dépeint comme un homme mégalomane, raciste, (Disney, joué à l'opéra par Christopher Purves, commente ainsi la Marche vers Washington d'août 1963 : « Où conduira toute cette liberté, la marche des nègres pour Washington, les marginaux qui forniquent comme des lapins ? »), misogyne (seuls les hommes avaient le droit de dessiner, les femmes n'étaient autorisées qu'à colorier) et antisémite, d’être sympathisant nazi et d'avoir dénoncé trois de ses employés devant la Commission sur les activités anti-américaines,.
Glass qualifie les dernières années de la vie de Walt Disney « d’inimaginables, alarmantes et vraiment effrayantes », mais relativise sa responsabilité quant à ses propres idées car il estime qu'elles sont le produit du contexte dans lequel il vivait. Il voit en lui « un enfant de son temps avec des idées très conservatrices, oui, mais un grand visionnaire », « un être humain à la fois ordinaire et extraordinaire », « une icône de la modernité, un homme capable de jeter des ponts entre la culture savante et la culture populaire ». En ce sens il rappelle que « Disney a toujours été soucieux des attitudes des gens ordinaires et a également permis aux masses d'aborder la haute culture par l'introduction de la musique de Tchaïkovski et d'autres dans ses films ».
Pour lui, son opéra « n'est pas un documentaire ou un portrait » mais un « voyage poétique et tragique » à travers les derniers mois de la vie d'un artiste qui « fait face aux mêmes doutes qui nous assaillent tous ». Il le conçoit donc comme une sorte de poème sur la quintessence de l'Amérique et une réflexion sur la mort.

## Rôles
| Rôle             | Type de voix  | Distribution à la création, 22 janvier 2013 Direction : Dennis Russell Davies |
| ---------------- | ------------- | ----------------------------------------------------------------------------- |
| Walt Disney      | baryton       | Christopher Purves                                                            |
| Roy Disney       | baryton-basse | David Pittsinger                                                              |
| Wilhelm Dantine  | ténor         | Donald Kaasch                                                                 |
| Hazel George     | soprano       | Janis Kelly                                                                   |
| Lillian Disney   | soprano       | Marie McLaughlin (en)                                                         |
| Sharon           | soprano       | Sarah Tynan                                                                   |
| Diane            | soprano       | Nazan Friket                                                                  |
| Lucy/Josh        | soprano       | Rosie Lomas                                                                   |
| Chuck/Un médecin | ténor         | Juan Noval                                                                    |
| Une infirmière   | soprano       | Noelia Buñuel                                                                 |
| Une secrétaire   | soprano       | Beatriz de Gàlvez                                                             |
| Andy Warhol      | ténor         | John Easterlin (en)                                                           |
| Abraham Lincoln  | basse         | Zachary James (en)                                                            |

## Argument
Sur son lit d'hôpital, Walt Disney se remémore son passé. Refusant l'idée de la mort, il confie à ses proches sa volonté d'être cryonisé.
The Perfect American ne raconte pas une histoire continue : le livret saute d'un temps et/ou d'un lieu à un autre et présente Disney dans différentes scènes de sa vie plus ou moins vraies, plus ou moins fictives.
Le premier acte évoque le Walt Disney que tout le monde voit, le personnage public dans le cadre de sa famille et de ses proches. 
Le deuxième acte explore ce qu'il pense de lui-même, sa psyché d'artiste visionnaire mais tourmenté, qui a consacré sa vie à une vision d'un monde sans mort et qui, maintenant aux prises avec sa propre mortalité, est hanté par la possibilité d'atteindre l'immortalité,.

### Acte I
- Prologue

Dans son lit d'hôpital, Walt Disney délire et imagine la tête d'un hibou. Son rêve se transforme en cauchemar: « Non ! Non ! Va-t’en ! Je dérive sans savoir ce qui est réel et ce qui ne l'est pas ». C'est le hibou qu'enfant il a tué de ses mains (On lui avait dit que c'était un oiseau de mauvais augure). Il veut retourner dans sa ville natale, Marceline (Missouri) : « Là où les rêves deviennent réalité. »
- Scène 1

Walt et son frère aîné Roy retrouve la joie et la simplicité de leur jeunesse à Marceline, la petite ville du Midwest où ils ont grandi, le royaume magique de leur imagination, « âme de l'Amérique où chaque jour était magique. » comme l'a chanté le chœur. Tous les habitants saluent Walt comme un dieu. Lors de l'inauguration d'une piscine publique qu'il a offert à la ville, Wilhelm Dantine, un de ses anciens employés venu de Los Angeles, fait son apparition.
- Scène 2

A l'hôpital, Walt envisage amèrement sa mort : « Nous avons tous le même problème. Nous allons tous mourir ». L'infirmière Hazel, sa Blanche-Neige, le réconforte. Walt est rempli de craintes : « J'ai peur que mon empire s'effondre quand je ne serai plus. » Il lui demande de s'assurer qu'il soit cryonisé quand il mourra : « Mets-moi dans la glace ou congèle-moi dans de l'azote liquide. » Il chante qu'il décongèlera, guérira et deviendra un messie pour tous ceux qui craignent la mort. Son épouse Lilian, son frère Roy et ses filles Diane et Sharon lui rendent visite. Walt leur demande de jurer sur le drapeau américain de respecter leur vœu de ne jamais prononcer le mot "mourir". 
- Scène 3

Quelques années plus tôt, dans son bureau des  studios de Burbank, il se remémore ses succès avec son frère  Roy : « Du Japon à la Mongolie, du Népal au Portugal, du Groenland au Pérou, des milliards de gens savent qui est Walt Disney. Mais nous devons faire mieux, nous devons faire plus... ». Tous deux préparent les plans de Disneyland et déplorent la présence hideuse de la modernité. Walt se compare à Thomas Edison et Henry Ford. Il se vante d'être l'homme grâce à qui Ronald Reagan deviendra président et d'être plus célèbre que le Père Noël, Moïse, Zeus et Jésus. Dantine surgit alors et accuse Walt de l'avoir injustement renvoyé.
- Scène 4

Lilian a de bonnes nouvelles pour Walt. Son état de santé s'est stabilisé.  Dans sa maison de Holmby Hills, sa famille lui fait une fête surprise pour son 65e anniversaire. On sonne à la porte. Lucy, sa voisine, une jeune fille étrange qui porte un masque de hibou se présente. Lucy ne semble pas savoir qui est Walt, Mickey ou Donald. Comme elle refuse de partir, Walt la jette dehors. Il s'est libéré du démon du hibou qu'il a tué dans son enfance. 
- Scène 5

L'animatronique de Walt, Abraham Lincoln, est tombé en panne. A Anaheim, tard dans la nuit, il tente de le réparer et de le convaincre qu'ils appartiennent tous deux à la même classe d'icônes américaines : « En dépit de tous les obstacles, nous avons fait quelque chose de nous-mêmes. Nous avons changé le monde », « Nous sommes des héros populaires... » mais se rend compte qu'il ne partage plus les mêmes convictions que l'illustre héros de son enfance : « Vous avez été un partisan de la race noire. C'est une grande différence entre nous ». « Je vous révère, monsieur le Président, mais nos vues ne coïncident plus. » L'automate bégaie ses célèbres discours sur la liberté stockés dans sa mémoire en piétinant et, tandis qu'il serre Walt dans ses bras, lui proclame la puissance des États-Unis.

### Acte II
- Scène 1

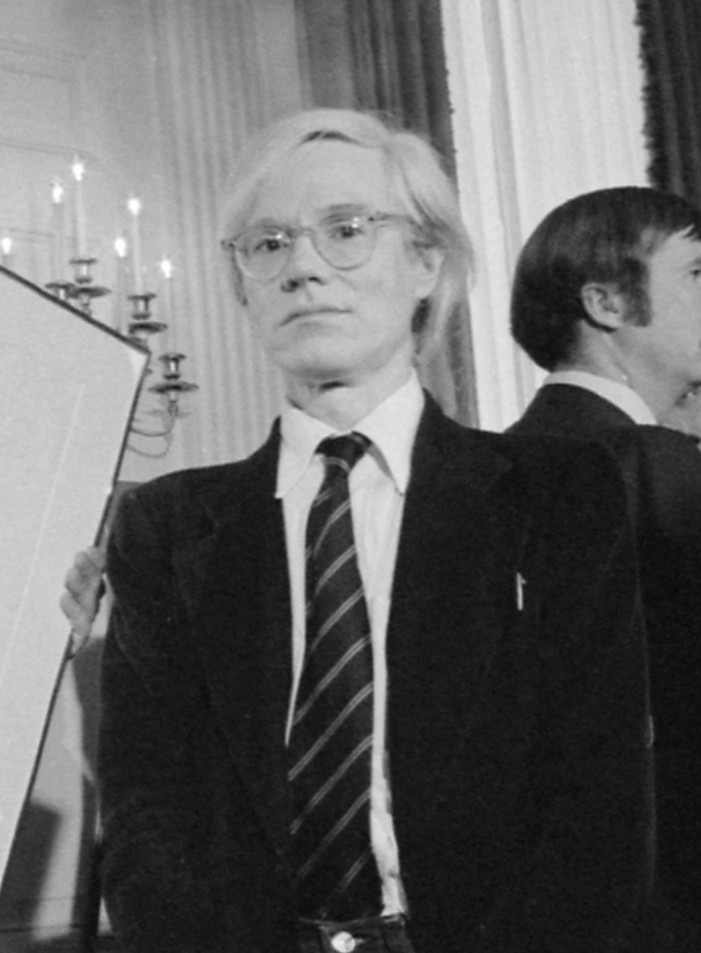
Andy Warhol en 1977.

Andy Warhol veut peindre Walt pour sa série de portraits de superstars américaines. Dans son bureau, Roy ne lui donne pas son autorisation mais lui dit qu'il informera son frère de son souhait. Warhol sort en proclamant son amour pour Disney : « Dites à Walt que je l'adore et que j'adore son travail. Dites-lui que nous sommes une seule et même personne. ».
- Scène 2

Le chœur chante : « En voiture vite ou lentement jusqu'à L.A où tout est possible et où tout est faisable. Où l'univers est un terrain de jeux et où les rêves deviennent réalité. » et énonce les noms de villes qui séparent le Missouri de la côte Est,.Toute la famille se promène dans le jardin de Walt à bord de son train miniature. Le train déraille alors que Dantine apparaît de nouveau.
- Scène 3

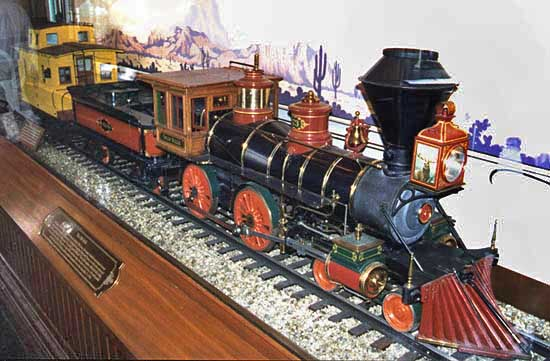
Maquette du train miniature Lilly Belle

Walt se souvient d'avoir congédié Dantine pour avoir essayé de former un syndicat et exposé "ses stupides idées de gauche" : « Je l'ai viré parce que ses observations gauchistes et antipatriotique insultent tout ce que Disney représente »; il veut une machine qui serait capable de remplacer sa main-d'œuvre. Dantine demande une compensation, mais le chœur chante que Walt est un magicien à qui on ne peut rien reprocher. Dantine l'accuse de n'être qu'un voleur et un simple imprésario.
- Scène 4

Walt fait la connaissance de Josh, admis comme lui dans l'unité de soins intensifs, un garçon impressionné d'avoir un voisin si célèbre : « Vous Walt Disney ! L'homme qui fait parler les animaux ! ». Walt, le héros de Josh, approuve avec chaleur cette rencontre bien qu'il admette avoir peur. L'infirmière les encourage à se dégourdir les jambes. Le docteur dit à Liliane et à sa famille que Walt est atteint d'un cancer à un stade avancé et doit se faire retirer un poumon. Au mieux il lui donne deux ans à vivre.
- Scène 5

Josh lui demande comment il est parvenu à créer et dessiner tant de personnages. Walt explique qu'il est un grand conteur, qui motive et inspire ses employés : « Je n'ai pas tout fait mais sans moi il n'y aurait pas eu de films ». Josh pense que Walt est comme Dieu : « J'ai compris, Walt : tu es comme Dieu ! ». Walt hoche la tête pensivement : « Eh bien, en quelque sorte ». Un Dieu heureux ? « Parfois » répond-il. Walt, comme s'il était un train, s'amuse à poursuivre Josh et s'effondre dans le lit, épuisé.
- Scène 6

Walt est mort. Le chœur et la famille de Disney se rappellent Marceline et son innocence idéaliste tandis que l'esprit de Walt les observe. Lucy apparaît et reprend son envol en l'emmenant avec elle.
- Épilogue

Dantine, sale et en haillon, rencontre le croque-mort au salon funéraire. Il lui révèle que Walt sera incinéré et non congelé. Le chœur rappelle l'essence miraculeuse du rêve de Disneyland : ne jamais dire "mourir".